# Aeroporto Internazionale Norman Manley
L'Aeroporto Internazionale Norman Manley è un aeroporto situato a Kingston, in Giamaica.